# محمد عفيفي
محمد عفيفي (25 فبراير 1922 - 5 ديسمبر 1981)، كاتب مصري ساخر. 
ولد في قرية الزوامل بمحافظة الشرقية بمصر، حصل على ليسانس الحقوق عام 1943، ودبلوم الصحافة عام 1945 وتزوج في نفس يوم عيد ميلاده عام 1950 من السيدة اعتدال الصافى وأنجب ثلاثة أبناء.

## من أشهر أعماله
- تائه في لندن[4]
- أنوار (مجموعة قصصية)
- التفاحة والجمجمة (كتاب) (رواية)
- بنت اسمها مرمر (قصة)[5]
- فانتازيا فرعونية (رحلات)[5]
- شلة الحرافيش (قصة)
- سكة سفر (رحلات)
- ابتسم من فضلك (سلسلة مقالات)
- ابتسم للدنيا
- ضحكات عابسة
- ضحكات صارخة (كتاب)
- للكبار فقط
- ترانيم في ظل تمارا

## اقتباسات من كتبه
- «إذا مات رجل من شدة الجوع فهذا لا يرجع إلى شئ سوى أن رجلاً آخر قد مات في نفس اللحظة من فرط الشبع... !» من كتاب للكبار فقط
- «يسألونك عن الفلاح، قل هو ذلك الذي يشقى لترتاح أنت ويجوع أحيانًا لتشبع ويتعرى لتلبس ويصحو من النجمة لكي تنام أنت إلى الظهيرة ثم تصحو وتشرع - متثائبًا في البحث عن تعريف للفلاح» من كتاب للكبار فقط

## وصلات خارجية
- محمد عفيفي على موقع أرشيف الشارخ.
- صفحة الكاتب على موقع أبجد
- صفحة اقتباسات الكاتب على موقع أبجد